# Yinshania acutangula
Yinshania acutangula là một loài thực vật có hoa trong họ Cải. Loài này được (O.E. Schulz) Y.H. Zhang miêu tả khoa học đầu tiên năm 1987.